# Calçada do Lorena

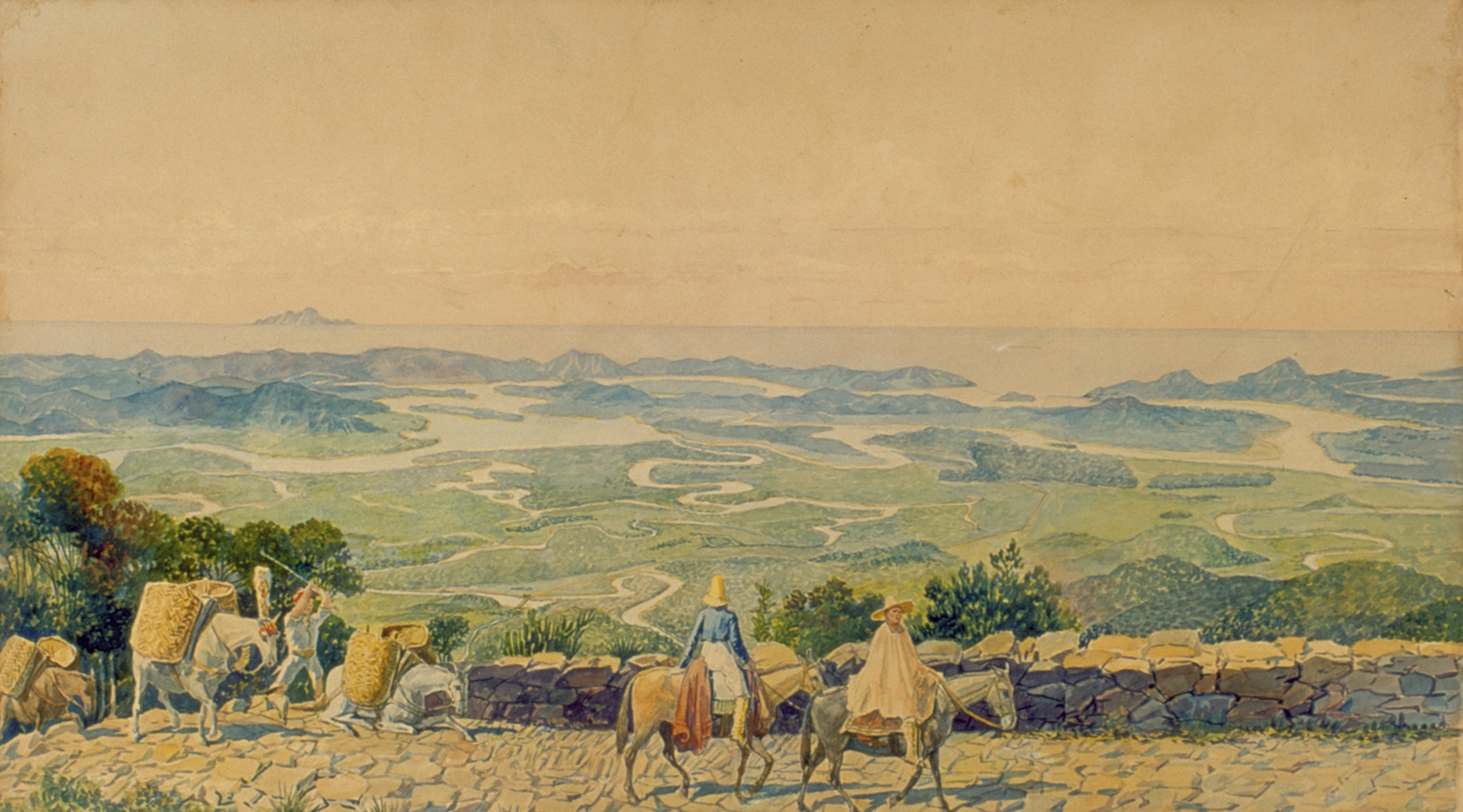
Calçada de Lorena, pintura de Oscar Pereira da Silva, no acervo do Museu do Ipiranga, em São Paulo

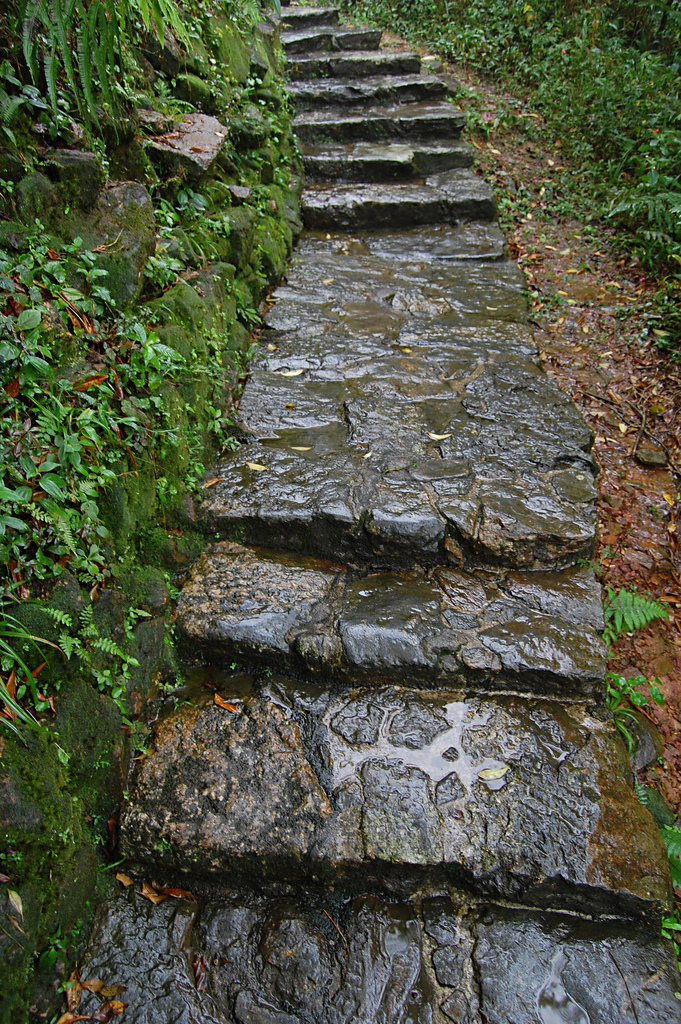
Calçada do Lorena, São Paulo: aspecto de um trecho.

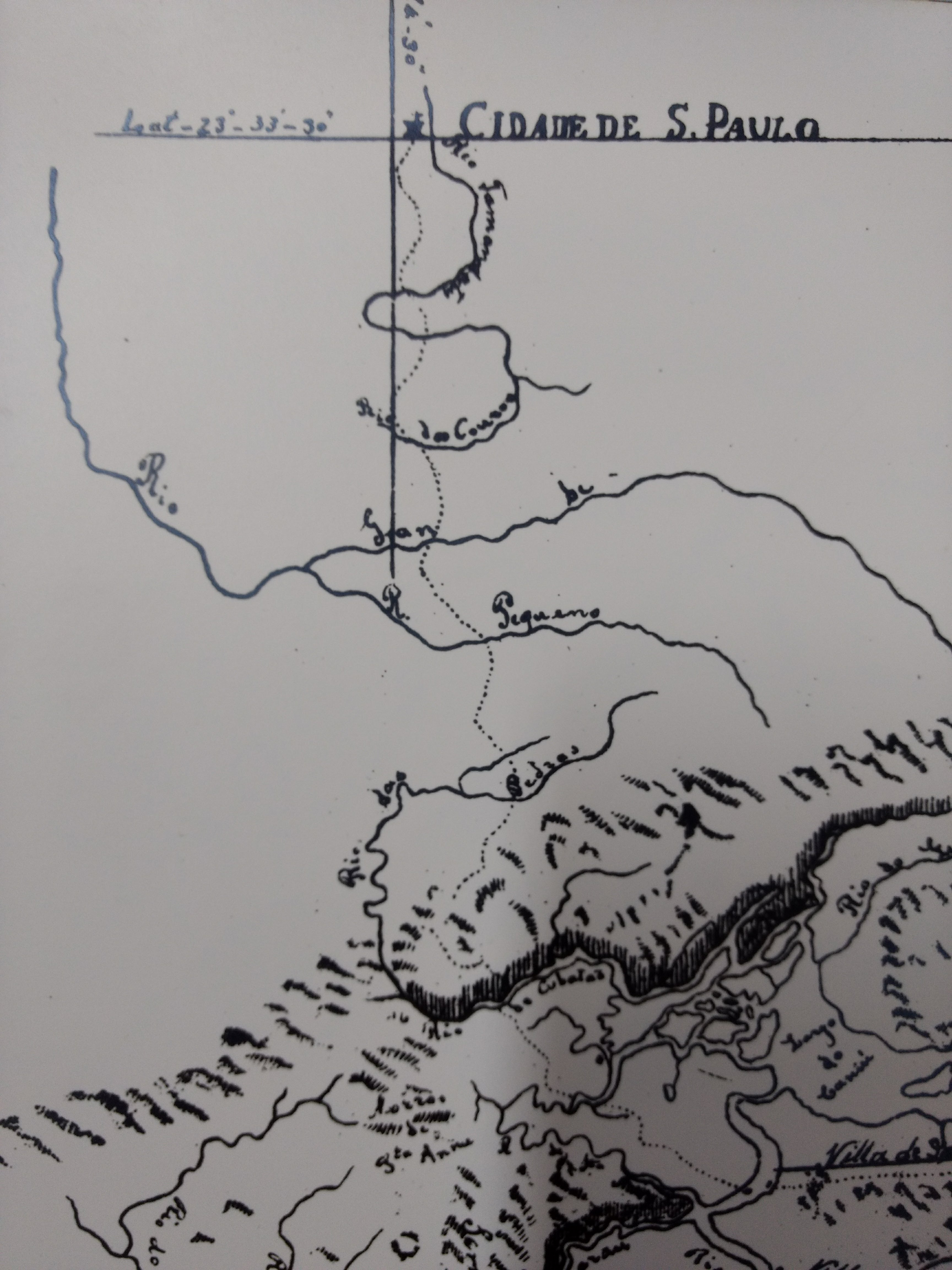
Carta corográfica e hidrográfica da costa do mar da Capitania de São Paulo - Brasil

A Calçada do Lorena é o primeiro caminho pavimentado que ligou São Paulo a Santos, construída a mando do então governador-geral da Capitania, Bernardo José Maria de Lorena. O caminho se localiza na serra do Mar, no estado de São Paulo, Brasil.

## História
Um dos chamados caminhos do mar de São Paulo foi aberto ao final do século XVIII, em função das precárias condições do caminho do Padre José de Anchieta, que inviabilizavam o transporte do açúcar e demais gêneros do planalto de Piratininga, pela serra do Mar, até ao porto de Santos, no litoral.
Desse modo, em 1790 iniciou-se uma nova via, calçada de pedras, por determinação do governador da capitania de São Paulo, Bernardo José Maria de Lorena. As obras ficaram a cargo do Brigadeiro João da Costa Ferreira, engenheiro da Real Academia Militar de Lisboa. Concluída em 1792, estendia-se por 50 km, reduzindo em cerca de 20% o percurso entre Santos e São Paulo de Piratininga.
É considerada uma das maiores obras da engenharia na colônia, à época, uma vez que transpor os mais de 700 metros de desnível representados pela serra do Mar, numa região de mata densa e altos índices pluviométricos, foi um desafio que, para ser vencido, exigiu de seus construtores a adoção de técnicas ainda inéditas na Capitania de São Paulo. A pedra foi utilizada na pavimentação, na construção de muros de arrimo e de proteção junto aos despenhadeiros e nos canais pluviais da Calçada. Nas curvas do trecho de serra, caixas de dissipação desviavam para fora da via as águas conduzidas pelos canais pluviais.
Menos íngreme, foi a primeira via a possibilitar o trânsito de tropas de muares, consumindo apenas dois dias na subida.
Uma das mais importantes viagens realizadas por essa via ocorreu em 1822, uma vez que por ela, o Príncipe-Regente D. Pedro subiu a serra em direção a São Paulo, vindo a proclamar, a 7 de setembro, a Independência do Brasil.
Os remanescentes da calçada encontram-se preservados e abertos à visitação turística no trecho que se estende do seu início, no planalto, até ao seu terceiro encontro com a Rodovia Caminho do Mar.
No Governo Washington Luís (1926-1930) foi recuperada a Rodovia Caminho do Mar e construído o Belvedere e o Padrão do Lorena, em homenagem ao construtor da Calçada, que na época em que foi construída, era uma das mais modernas estradas do mundo.